# Olympische Sommerspiele 1948/Teilnehmer (Republik China)
| Gelbes Symbol für Goldmedaillen mit stilisierten Olympischen Ringen | Graues Symbol für Silbermedaillen mit stilisierten Olympischen Ringen | Braundes Symbol für Bronzemedaillen mit stilisierten Olympischen Ringen |
| ------------------------------------------------------------------- | --------------------------------------------------------------------- | ----------------------------------------------------------------------- |
| —                                                                   | —                                                                     | —                                                                       |

Die Republik China nahm an den Olympischen Sommerspielen 1948 in London mit einer Delegation von 26 männlichen Athleten an zwölf Wettkämpfen in sechs Sportarten teil. Zudem traten fünf Künstler (vier Männer und eine Frau) bei den Kunstwettbewerben an.
Ein Medaillengewinn gelang keinem der Athleten. Fahnenträger bei der Eröffnungsfeier war der Basketballspieler Wee Tian Siak.

## Teilnehmer nach Sportarten

### Basketball
- 18. Platz
Yu Saichang
Yee Jin
Wu Chengzhang
Wee Tian Siak
John Pao
Lee Tsuntung
Edward Lee
Kya Iskyun
Chua Bonhua
Chia Chungchang

### Fußball
- im Achtelfinale ausgeschieden
Chia Boon Leong
Zhang Jinhai
Zhang Banglun
Zou Wenzhi
Zhu Yongqiang
Hou Rongsheng
He Yingfen
Liu Songsheng
Li Dahui
Xin Yanshi
Song Lingsheng

### Kunstwettbewerbe
- Zhang Anzhi
- Sung Tsong-Wei
- Cheng Wu-Fei
- Chen Hsiao-Nan
- Chang Chien-Ying

### Leichtathletik
Männer
- Chen Yinglang
400 m: im Vorlauf ausgeschieden

- Luo Wenao
5000 m: im Vorlauf ausgeschieden
10.000 m: Rennen nicht beendet
Marathon: Rennen nicht beendet

- Huang Liangzheng
400 m Hürden: im Vorlauf ausgeschieden

### Radsport
- Howard Wing
Bahn Sprint: im Vorlauf ausgeschieden

### Schwimmen
Männer
- Wu Chuanyu
100 m Freistil: im Vorlauf ausgeschieden